# Бутсы
Бу́тсы — специальная обувь, предназначенная для игры в футбол (американский и европейский) и регби. Главным отличием от обычной обуви является наличие шипов на подошве и твёрдого, усиленного носка ботинка. Бутсы различаются в зависимости от того, на каком покрытии используются. Существуют бутсы для твердых покрытий, искусственных травяных покрытий, мягких грунтов и покрытий для залов.

## История
История футбольной обуви неотделима от истории футбола.

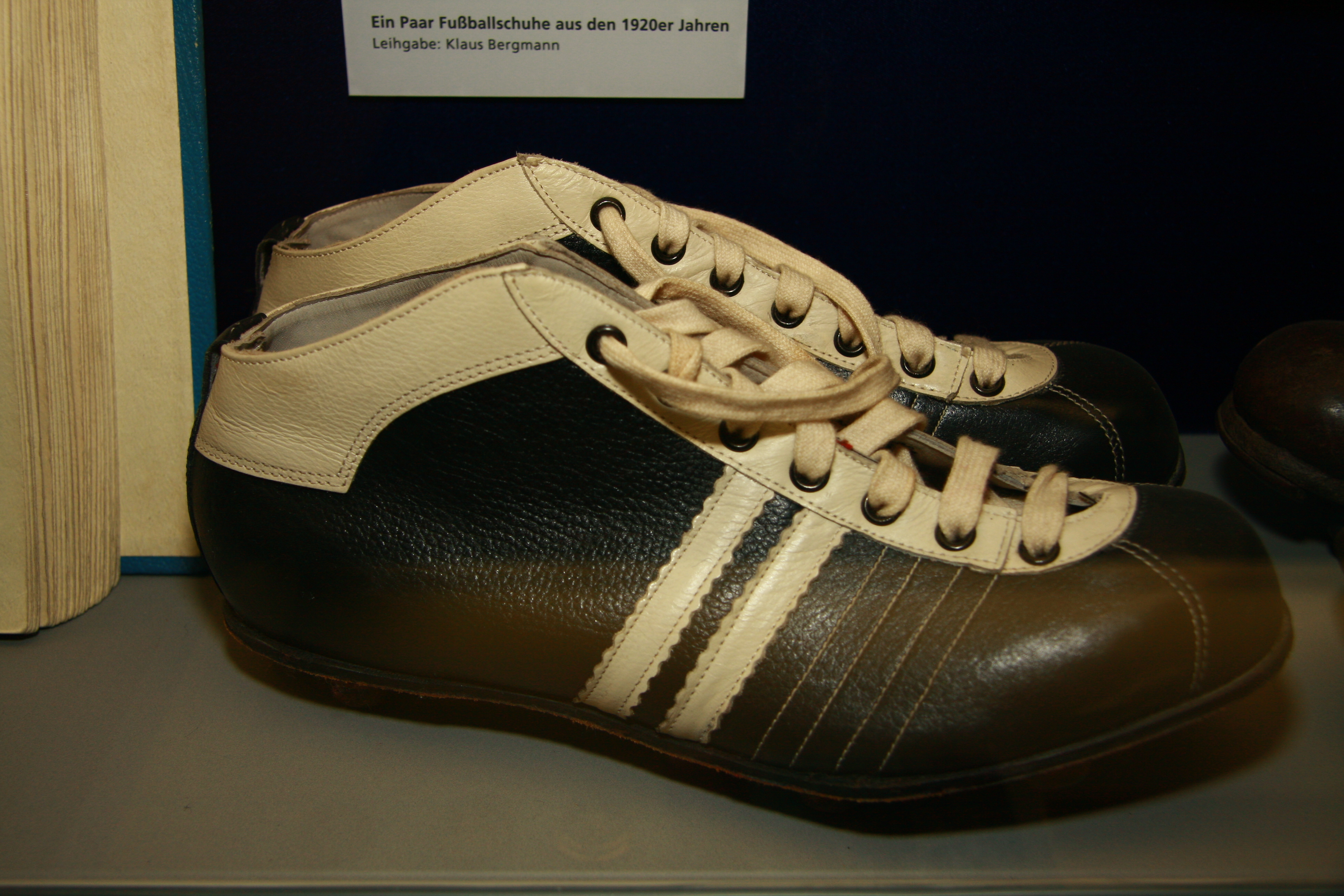
1920 год.

Футбольные бутсы прошли длительный период своего развития, в процессе которого они постепенно превращались в сложное высокотехнологичное изделие.
Доступная для анализа история футбольных бутс начинается в 1800-х годах. В начале XIX века футболисты использовали тяжёлую кожаную обувь с металлической вставкой в передней части и длинным шнурком. Такая обувь имела металлические шипы для устойчивости и увеличения сцепления с поверхностью. В 1863 году Футбольная Ассоциация запретила использование такой обуви во избежание нанесения травм футболистам. Правило 13 предписывало на этот счёт следующее: «запрещается играть в бутсах с выступающими стержнями, металлическими вставками или гуттаперчей на подошве футбольных бутс».
В 1891 году были внесены изменения в футбольные правила, разрешавшие использование шипов при условии, что они были сделаны из кожи и не выступали больше, чем на полдюйма. Шипы круглой формы прибивались к подошве бутс. С этого момента их можно было назвать специализированной обувью для футбола, ведь теперь бутсы существенно отличались от обычных ботинок.
С начала XX века и до окончания Второй мировой войны футбольные бутсы практически не изменялись. Начиная с 1925 года, производители начали использовать сменные шипы. В середине 1950-х годов настоящую революцию вызвали бутсы со сменными шипами на резьбе. Такие шипы можно было удобно и легко заменять, к тому же их начали изготавливать из материалов, лучше адаптированных к определённым погодным условиям. Но футбольные бутсы все ещё оставались тяжёлыми, с высоким покроем возле лодыжки для защиты от возможных травм.
Производители футбольной обуви традиционно выпускали тяжёлые бутсы с высоким покроем. Такой тип обуви оставался общепринятым на протяжении длительного периода времени в Северной Европе, поскольку футболистам часто приходилось играть на сырых, тяжёлых футбольных полях. Более лёгкие бутсы с низким покроем набирали популярность на юге Европы и в Южной Америке, где поля для игры в футбол не были такими сырыми и тяжёлыми для игры. 1960-е годы ознаменовались важным изменением в дизайне бутс. Повсеместное применение получили бутсы с низким покроем (обувь не прикрывала лодыжку). Такие изменения в дизайне позволили футболистам двигаться быстрее.
Важные усовершенствования в дизайне и технологии футбольных бутс внесли братья Адольф и Рудольф Дасслеры, которые начали производство футбольных бутс с шипами в 1925 году. В 1990-х годах бывший футболист «Ливерпуля» Крейг Джонстон разработал революционную модель футбольной обуви Adidas Predator, которая обеспечивала хорошее сцепление бутс с поверхностью футбольного газона, качественный контакт бутсы и футбольного мяча. Adidas Predator можно считать одной из самых успешных моделей в истории футбольных бутс.
В новом столетии стали популярными бутсы с монолитной подошвой и плоскими шипами, направленными в разные стороны. Такие футбольные бутсы максимально улучшают сцепление с поверхностью футбольного поля. Но увеличение количества травм игроков в последнее время связывают именно с использованием таких бутс. Ведущий футбольный клуб Англии «Манчестер Юнайтед» даже запретил игрокам их использование.

## Классификация футбольных бутс

### SG (Soft Ground)
Количество шипов — 6-8 по 18 мм. Для всех футбольных газонов. Бутсы этого типа имеют сменные шипы на резьбе, которые легко могут быть заменены на другие в случае надобности. В зависимости от состояния футбольного поля выбирают шипы нужного размера и материала или чаще всего железные шипы, футболисты чаще всего выбирают этот вид бутс.

### FG (Firm ground)
Количество шипов — 12-13. Для большинства естественных и современных синтетических футбольных полей. Шипы плоской или круглой формы изготовлены, обычно, из материалов TPU (термопластичный уретан) или PU (полиуретан). Такая обувь обеспечивают хорошее сцепление и устойчивость на большинстве натуральных и современных искусственных футбольных полей.

### HG (Hard Ground)
Количество шипов — 12-13. Предназначены для искусственных или твёрдых естественных поверхностей. Этот тип бутс имеет большое количество коротких шипов, которые равномерно расположены на подошве обуви. Шипы имеют плоскую или круглую форму и обеспечивают сцепление и устойчивость.

### TF (Turf)
Количество шипов — множество мелких резиновых шипов, распределенных по всей поверхности подошвы. Тренировочные и любительские бутсы для искусственных полей (футбольные поля с искусственной травой), снега, гаревых и земляных площадок. Вся подошва бутсы покрыта мелкими шипами, обеспечивающие надёжное сцепление с грунтом, отсюда их обыденное название — шиповки или сороконожки. Обычно подошва изготавливается из резины, а верх аналогичен бутсам FG.

### IID/IC (обувь для мини-футбола)D (Indoor)
Бутсы для мини футбола в зале, так называемые футзалки, которые также имеют обозначение IC. Характерной особенностью этих бутс является гладкая, обычно каучуковая подошва без шипов и облегченный верх из натуральной или искусственной кожи, часто в комбинации с текстильными материалами. В производстве подошвы данного типа футбольной обуви может использоваться вставка из пенного материала, которая располагается между подошвой и стелькой, что позволяет снизить нагрузку на опорно-двигательный аппарат во время прыжков, толчков и резких торможений.

## Производители футбольных бутс
Наиболее известные в России фирмы-производители футбольной обуви: Adidas, Asics, Joma, Hummel, Lotto, Mizuno, Nike, Kappa, Puma, Umbro, 2K Sport international. Эти фирмы используют научно-исследовательские работы и достижения в области разработки и производства футбольной обуви высшего класса и имеют оригинальные патенты, защищающие их технологии производства бутс.

## Современные бутсы
Современные бутсы производятся из натуральной и искусственной кожи. Каждый материал имеет свои достоинства и недостатки.
Ведущие фирмы стараются изготовить бутсы, характеристики которых понятны всем и привлекают общее внимание — самые лёгкие бутсы. Фирма Nike разработала бутсы с карбоновой подошвой весом 185 граммов. В 2009 году компания Puma, представила модель Puma v1.815 Ferrari, вес которой составлял 165 граммов. В 2010 году появились ещё более лёгкие бутсы Puma v1.10 SL, вес которых составляет всего только 150 граммов. В 2012 году фирма Mizuno изготовила лёгкие и комфортные футбольные бутсы модели Morelia Neo MD из кожи кенгуру весом 172 грамма.
Вместе с тем, вес не является единственной или главной характеристикой технологичности бутсы. Фирма Lotto разработала подошву с вращающимся передним шипом, встроенной пружиной и с нановентиляцией, а также верх бутсы из полиуретана без шнурков.